# JaJuan Johnson
JaJuan Johnson (ur. 8 lutego 1989 w Indianapolis) – amerykański koszykarz występujący na pozycjach silnego skrzydłowego lub środkowego, obecnie zawodnik Bayernu Monachium.

## Osiągnięcia
Stan na 30 września 2020, na podstawie, o ile nie zaznaczono inaczej.
NCAA
- Uczestnik rozgrywek:
  - Sweet 16 turnieju NCAA (2009, 2010)
  - II rundy turnieju NCAA (2008–2011)
- Mistrz:
  - turnieju konferencji Big 10 (2009)
  - sezonu regularnego Big 10 (2010)
- Zawodnik Roku Konferencji Big 10 (2011)[4]
- Obrońca roku Big 10 (2011)[5]
- Laureat Pete Newell Big Man Award (2011)[6]
- Zaliczony do:
  - I składu:
    - All-American (2011)
    - Big 10 (2009, 2011)
    - defensywnego Big 10 (2009–2011)

  - II składu Big 10 (2010)
- Lider Big 10 w
  - średniej:
    - punktów (2011 – 20,5)
    - bloków (2009 – 2,1, 2011 – 2,3)

  - skuteczności rzutów z gry (2009 – 54%)
  - liczbie:
    - punktów (2011 – 698)
    - bloków (2009 – 78, 2011 – 79)
    - celnych rzutów:
      - z gry (2011 – 257)
      - za 2 punkty (2011 – 242)
      - wolnych (2010 – 158)

    - oddanych rzutów:
      - wolnych (2010 – 220)
      - za 2 punkty (2011 – 469)

Drużynowe
- Mistrz Eurocup (2018)

Indywidualne
- Zaliczony do II składu Eurocup (2018)
- Uczestnik meczu gwiazd ligi:
  - tureckiej (2018)
  - włoskiej (2016)